# Sitellitergus aemulus
Sitellitergus aemulus är en tvåvingeart som beskrevs av Henry J. Reinhard 1964. Sitellitergus aemulus ingår i släktet Sitellitergus och familjen parasitflugor. Inga underarter finns listade i Catalogue of Life.